# ألكسندر نيكس
ألكسندر جيمس آشبورنر نيكس ويُعرف اختصارا بـ ألكسندر نيكس (بالإنجليزية: Alexander Nix)‏ رجل أعمال بريطاني والرئيس التنفيذي السابق لشركة كامبريدج أناليتيكا ومدير الاتصالات الاستراتيجية في مجموعة إس سي إل، في 20 آذار/مارس عام 2018، قامت شركة كامبريدج أناليتيكا بتعليق منصب نيكس كمدير تنفيذي وذلك بعدما نشرت القناة الرابعة البريطانية لقطات من فيديو التُقط بواسطة كاميرا خفية يظهر فيه ألكسندر وهو يكشف عما تقوم به شركته من استخدام للمال والرشاوى والفساد وبيوت الدعارة قصد تشويه سمعة السياسيين المعارضين وذلك حسب الطلب.

## السيرة الذاتية
ولد ألكسندر نيكس ولد في 1 أيار/مايو عام 1975. ثم نشأ وترعرع في نوتينغ هيل وهي منطقة تقع في غرب لندن وتعج بالعائلات الثرية والبرجوازية، قبل أن يدفع رسوم كلية إيتون لكنه انتقل في وقت لاحق للدراسة في جامعة مانشستر. عندما أنهى دراسته الجامعية توجه لمجال الأعمال حيث عمل في بادئ الأمر كمحلل مالي وصرح في أحد حواراته أنه ساعد على الكشف على الأوراق المالية المزورة في دولة المكسيك. وفي عام 2003، انضم نيكس لمجموعة إس سي إل الرائدة في مجال جمع البيانات وتحليلها.

### قضية كامبريدج أناليتيكا
في عام 2013، قرر نيكس فتح فرع لمجموعة إس سي إل تحت اسم كامبريدج أناليتيكا؛ وتبين في وقت لاحق أن الشركة الحديثة الإنشاء قد قامت باستهداف الناخبين وجمعت معلومات عنهم بناء على ما ينشره المستخدمون على مواقع التواصل الاجتماعي، كما تم اكتشاف أن الشركة تدخلت في أزيد من 40 حملة سياسية في كل من الولايات المتحدة الأمريكية، بحر الكاريبي، أمريكا الجنوبية، أوروبا، أفريقيا وآسيا. قبل أن تتفجر فضيحة الشركة بسبب مساهمتها _وتأثيرها_ على انتخابات التجديد النصفي عام 2014 والحملات الانتخابية التمهيدية قصد الوصول للرئاسة عام 2016 في الولايات المتحدة وما زاد من تعقيد الأمور تورط الشركة في تلقيها تمويلا من عائلة مارسر قصد القيام بهذا.
قبل إجراء استفتاء بقاء المملكة المتحدة ضمن الاتحاد الأوروبي 2016 كانت شركة نيكس موجودة وفي أوج عطائها وقد ساهمت بشكل كبير في دعم انسحاب المملكة المتحدة من الاتحاد الأوروبي حيث نشرت معطيات حول الحملة من خلال جمعها لقاعدة بيانات ضخمة من قبل وتحليلها بدقة، كما عملت الشركة على دعم تيد كروز ودونالد ترامب خلال حملتهما الانتخابية لرئاسة الولايات المتحدة وذلك بالاعتماد على بيانات فيسبوك.
في شباط/فبراير عام 2018، صرح نيكس في البرلمان البريطاني أمام اللجنة الرقمية والثقافية والإعلامية والرياضية بأن شركته لم تتلق البيانات من فيسبوك،; إلا أن العديد من تقارير وسائل الإعلام برهنت وأكدت على أن هناك استغلال واضح للبيانات في فيسبوك والتي من المفترض أن تبقى سرية، أما رئيس اللجنة داميان كولينز فقد صرح قائلا: «سوف نُجري اتصال مع ألكسندر نيكس الأسبوع المقبل وسنطلب منه أن يشرح لنا ما حصل.» كما أضاف أنه يتمنى ألا يقوم نيكس بتضليل اللجنة البرلمانية المختارة.
في آذار/مارس عام 2018، ذكرت الغارديان أن نيكس تحدث بحذر (خلال فيديو القناة الرابعة البريطانية) ونوه إلى ممارسات الشركة وأكد على ضرورة بقائها سرية وذلك خلال لقاء أجراه مع صحفيين متنكرين بهيأة عملاء محتملين لشركة كامبريدج أناليتيكا التي حاولت في وقت لاحق وقف بث البرنامج لكنها فشلت في ذلك، أما نيكس فقد اقترح على العميل فكرة «جميلة الفتيات الأوكرانية» التي ستمارس الجنس مع أي خصم سياسي للعميل في دولة سريلانكا.
في 20 آذار/مارس عام 2018، علقت شركة كامبريدج أناليتيكا عضوية نيكس كرئيس تنفيذي، لكن قبل ذلك وتحديدا في 23 كانون الثاني/يناير من نفس السنة كان قد تم تعيين نيكس كمدير لشركة إميرداتا المحدودة، وهي شركة جديدة تأسست في آب/أغسطس عام 2017 على يد رئيس مجموعة إس سي إل جوليان وايتلاند والرئيس التنفيذي لشركة كامبريدج أناليتيكا ألكسندر نيكس (يملكون 25-50% من أسهمها)، وفي 16 آذار/مارس عام 2018 تم تعيين ريبيكا وجنيفر ميرسر كما كمديرين وهما من أعضاء الأسرة ميرسر التي تدعمها كامبريدج أناليتيكا ماليا (دعمتها على الأقل بـ 15 مليون دولار وفقا لصحيفة نيويورك تايمز).